# 2012年ロンドンオリンピックのチャイニーズタイペイ選手団
2012年ロンドンオリンピックのチャイニーズタイペイ選手団（2012ねんロンドンオリンピックのチャイニーズタイペイせんしゅだん）は、2012年7月27日から8月12日にかけてイギリスの首都ロンドンで開催された2012年ロンドンオリンピックのチャイニーズタイペイ選手団、およびその競技結果。

## 概要
今大会は金メダル1個、銅メダル1個の合計2個のメダルを獲得した。
ウエイトリフティング女子53kg級で許淑浄は当初2位だったが、2016年に1位のズルフィヤ・チンシャンロのドーピング違反が発覚しチンシャンロの金メダルは剥奪、繰り上がりで金メダルとなった。

## メダル
| メダル | 選手名 | 競技                 | 種目       |
| ------ | ------ | -------------------- | ---------- |
| 金     | 許淑浄 | ウエイトリフティング | 女子53kg級 |
| 銅     | 曽櫟騁 | テコンドー           | 女子57kg級 |